# Vlatko Pavletić
Vlatko Pavletić (Zagreb, 2. prosinca 1930. – Zagreb, 19. rujna 2007.), hrvatski akademik i privremeni predsjednik RH, teoretičar književnosti, esejist, kritičar i političar.

## Životopis
Pučku školu i gimnaziju polazio je u Zagrebu. Na Filozofskom fakultetu u Zagrebu 1955. godine diplomirao je hrvatski jezik i književnost, a 1975. doktorirao s disertacijom Stablo Ujevićeve poezije.
Radio je kao urednik u "Vjesniku", direktor drame Hrvatskog narodnog kazališta u Zagrebu (1958. – 1960.), glavni urednik izdanja Matice hrvatske (1965. – 1972.). Uređivao je kulturnu rubriku "Vjesnika", "Vjesnika u srijedu", "Telegrama" i časopise "Izvor", "Krugovi", "Republika", "Literatura" i "Kritika" u razdoblju od 1949. do kraja 1971. u neprestanom kontinuitetu.
U "Krugovima" je 1952. objavio esejistički manifest Neka bude živost čiji je naslov bezbroj puta citiran, kao i naslov članka iz 1952. – Put zvan tolerancija.
Od 1960. docent, a potom redoviti profesor književnosti na Akademiji dramske umjetnosti u Zagrebu, gdje je predavao književnost jugoslavenskih naroda, velika djela svjetske književnosti i semiotiku književnosti.
U međuvremenu je godinu dana proveo u Parizu na studijskom boravku, a prethodno tri mjeseca u Italiji. Rezultat su toga članci, eseji i studije te knjiga Baudelaireovi cvjetovi zla i Djelo u zbilji.
Bio je član uredništva biblioteke "Pet stoljeća hrvatske književnosti", a pokrenuo je i uređivao integralnu biblioteku poezije, s autentičnim glasom pjesnika na gramofonskoj ploči "Arion", knjižnicu temeljnih djela kulture "Prometej" i seriju "Zlatna knjiga" u Nakladnom zavodu Matice hrvatske, gdje je osim toga uredio nekoliko stotina knjiga naših i stranih pisaca od 1964. do 1972. Glavni je urednik fundamentalnih knjižnica "Stoljeća hrvatske književnosti" i "Vrhovi svjetske književnosti". Sastavio je kritičke panorame, preglede i antologije: "Hrvatska moderna", Sarajevo, 1960.; "Život pod reflektorima" (antologija suvremene hrvatske drame), Zagreb, 1961.; "Hrvatski pjesnici između dva svjetska rata", Beograd, 1963.; "Panorama hrvatske književnosti XX. stoljeća", Zagreb, 1965.; "Zlatna knjiga hrvatskoga pjesništva", Zagreb, 1970., 1971. i 1990.
Pokrenuo je i u dugom razdoblju uređivao biblioteku "Ključ za književno djelo" u "Školskoj knjizi".
Članom DHK-a postao je 1951. godine kad je bio i tajnik društva. Član je Matice hrvatske i PEN kluba, a od 1987. također član Hrvatske akademije znanosti i umjetnosti u kojoj je šest godina bio potpredsjednik, a prije toga tri godine tajnik Razreda za književnost. Godine 1997. dobio počasnu diplomu Bugarske akademije znanosti. Pojedini su mu tekstovi prevedeni na poljski, ruski, češki, bugarski, engleski i francuski jezik.
Od 1965. do 1967. bio je član Gradskog komiteta SK Zagreb, ali je izbačen iz Komiteta i partije kao hrvatski nacionalist zbog Deklaracije o nazivu i položaju hrvatskog književnog jezika kojoj je jedan od sastavljača.
Godine 1972. uhićen je sa skupinom dužnosnika Matice hrvatske (Tuđman, Đodan, Veselica, Gotovac i dr.) i zatim osuđen na godinu i pol strogog zatvora kao hrvatski nacionalist, zbog "pokušaja rušenja i promjene državnog uređenja".
Kao spomen na taj zloguki dan osnovao je s kolegama, suborcima, utamničenicima udrugu "11. siječnja 1972." čiji je prvi predsjednik izabran na četiri godine.
Od 1990. obnaša niz političkih i kulturno-političkih dužnosti; uz ostalo je bio umjetnički direktor "Jadran filma" i zamjenik predsjednika Vijeća za telekomunikacije. Od 1995. je član Predsjedništva Hrvatske demokratske zajednice do 2000. godine. Sudjelovao je u proslavi izgradnje Svetišta Predragocjene Krvi Kristove u Ludbregu, 1. rujna 1996. kada je rekao: “Danas se dovršuje zavjet Hrvatskog sabora” iz 1739. godine.
Za svoj je dugogodišnji rad kao javni, kulturni i politički djelatnik bio nagrađivan. Nositelj je niza najviših državnih odlikovanja, a 2003. mu je dodijeljena nagrada "Zlatni grb" što ju je utemeljio Hrvatski sabor za zasluge u razvijanju parlamentarne demokracije i tolerancije. Matica hrvatska, 2008. godine, postumno mu je dodijelila novoustanovljeno Odličje grofa Draškovića.

## Politička karijera
- od 1990. godine ministar prosvjete, kulture, tehničke kulture i športa;
- od 1992. godine član Zastupničkog doma Sabora RH, predsjednik Odbora za obrazovanje, znanost i kulturu i u isto vrijeme: potpredsjednik Hrvatske akademije znanosti i umjetnosti;
- od 1995. do 1999. predsjednik Hrvatskoga državnog sabora, zatim dva mjeseca privremeni predsjednik Republike Hrvatske,
- od 2000. godine potpredsjednik Hrvatskoga sabora.
- godine 2004. povukao se u mirovinu.

## Djela
- Zvekir u ruci (pj., s N. Milićevićem i S. Novakom), Zagreb, 1953;
- Sudbina automata (es.), Zagreb, 1955;
- Kako su stvarali književnici (stu.), Zagreb, 1956, 1959;
- Hrvatski književni kritičari I, II (kr.), Zagreb, 1958;
- Trenutak sadašnjosti (hr. i fr.), Zagreb, 1960;
- Ivan Cankar (stu.), Skopje, 1961;
- Analiza bez koje se ne može (hr.), Zagreb, 1961;
- Drame Ive Vojnovića (stu.), Zagreb, 1962;
- Goran njim samim (mo.), Beograd, 1963;
- Tin Ujević (stu.), Beograd, 1966;
- Protivljenja (es. i pol.) Zagreb, 1970;
- Protiv barbarokracije (pol.), Split, 1971;
- Djelo u zbilji (stu.), Zagreb, 1971;
- Ujević u raju svoga pakla (mon. stu.), Zagreb, 1978;
- Obuzdani gnjev (stu.), Zagreb, 1978;
- Eseji i kritike, Zagreb, 1982;
- Svjedok Apokalipse (stu. o Dragi Ivaniševiću), Zagreb, 1983;
- Ključ za modernu poeziju (es.), Zagreb, 1986;
- Klopka za naraštaje (st. o poeziji S. Mihalića), Zagreb, 1987;
- Muški život (hermeneutičko čitanje Matka Peića), Zagreb, 1987;
- Zagonetka bez odgonetke (es.), Zagreb, 1987;
- Kako čitati poeziju (prir.), Zagreb, 1987;
- O poeziji Veselka Koromana i razgovor s njim o poeziji, Sarajevo, 1987;
- Poetizacija životnih običnosti, Zagreb, 1991;
- Baudelaireovi cvjetovi zla (mon. stud.), Zagreb, 1993;
- Kako razumjeti poeziju (prir.), Zagreb, 1995;
- Tajna radne sobe (razgovori s književnicima), Zagreb, 1995;
- Misaono osjećanje mjesta (razgovori s književnicima), 1995;
- Kritički medaljoni, Zagreb, 1996.
- Kurlanski bijesni čvor : Trajni književni domet Mirka Božića, Matica hrvatska,  2006;
- Prisjećanja o sebi i drugima, Epifanija, 2006;
- Tuđmanova doktrina i drugi članci, Epifanija 2007;
- Poetika korelacija, Školska knjiga, 2007.
- Soba – roba – osoba, Naklada Pavičić, 2008.
- Ujević u raju svoga pakla, Izabrana djela – knjiga 1., Epifanija, 2008.
- Otvorena poetika Tina Ujevića, Izabrana djela – knjiga 2., Epifanija, 2008.
- Obuzdani gnjev – znakovi i strukture u književnoumjetničkim djelima I.G.Kovačića, Izabrana djela – knjiga 3., Epifanija, 2009.
- Trenutak vječnosti – uvođenje u poetiku epifanija, Školska knjiga, 2009.
- Umijećem do umjetnosti – eseji o prozi i poeziji, Školska knjiga, 2009.

## Vanjske poveznice
- www.loc.gov - trenutno se u Library of Congress u Washingtonu (SAD), nalazi 30 Pavletićevih naslova
- www.vlatkopavletic.com.hr